# Miss Mundo España 2017
Miss España Mundo 2017 fue la quinta (5º) edición del certamen Miss Mundo España, el cual se llevó a cabo el 16 de septiembre de 2017 en el Palacio de Deportes y Congresos de Playa de Aro, en la provincia de Gerona.
Primer año que Miss Mundo España es gestionado por Nuestra Belleza España S.L y su delegado Cres del Olmo y no por la organización Bemiss como lo hacía desde 2013.

Al final de la velada Raquel Tejedor, Miss Mundo España 2016 de Zaragoza, coronó a la representante de Islas Baleares, Elisabeth Tulián como Miss Mundo España 2017, la cual representará a España en Miss Mundo 2017.

## Resultados
| Resultado                                          | Candidata                             |
| -------------------------------------------------- | ------------------------------------- |
| Miss Mundo España                                  | - Islas Baleares - María Elisa Tulián |
| Primera Finalista                                  | - Cantabria - Katixa Elizegui         |
| Segunda Finalista                                  | - Valencia - Mercedes Riviera         |
| Top 5                                              |                                       |
| - Cádiz - Asunción Martín Bullón                   |                                       |
| - Santa Cruz de Tenerife - Gara Aguiar Wilhelmsson |                                       |
| Top 10                                             | - Barcelona - Carla Olivares          |
| Top 10                                             | - Canarias - Raquel Iboleón           |
| Top 10                                             | - Jaén - Marina Ruiz                  |
| Top 10                                             | - Las Palmas - Nereida Ramírez        |
| Top 10                                             | - Málaga - Jennifer Medalle           |
| Top 20                                             | - Albacete - María Sánchez López      |
| Top 20                                             | - Almería - María González Sánchez    |
| Top 20                                             | - Álava - Ane Nebreda                 |
| Top 20                                             | - Vizcaya - Alba Díez                 |
| Top 20                                             | - Guadalajara - Nidia Cerrillo Peláez |
| Top 20                                             | - Huelva - Sara Huelva                |
| Top 20                                             | - Madrid - Paula Delgado              |
| Top 20                                             | - Melilla - Sheyla Gutiérrez          |
| Top 20                                             | - Palencia - Paula Riba               |
| Top 20                                             | - Sevilla - María Barcia              |

## Candidatas oficiales
52 candidatas competirán por la corona:
| Provincia              | Candidata                    | Edad | Profesión (m)                                                       |
| ---------------------- | ---------------------------- | ---- | ------------------------------------------------------------------- |
| Albacete               | María Sánchez López          | 25   | Comercio y Marketing                                                |
| Alicante               | Bárbara Imfeld Elvira        | 21   | Estudiante universitaria                                            |
| Almería                | María González Sánchez       | 19   | Estudiante de enfermería                                            |
| Álava                  | Ane Nebreda                  | 20   | Estudiante de Maquillaje y Caracterización                          |
| Asturias               | Malú Sánchez                 | 21   | Técnico en DOC/ADH sanitaria                                        |
| Ávila                  | Clara Sáez                   | 23   | Maestra de educación primaria                                       |
| Badajoz                | María Gamero Rodríguez       | 20   | Estudiante de Comercio y Marketing                                  |
| Barcelona              | Carla Olivares               | 24   | Licenciada en Relaciones Laborales y empresaria                     |
| Vizcaya                | Alba Díez                    | 24   | Maestra de educación infantil                                       |
| Burgos                 | Claudia Izquierdo            | 17   | Estudiante de Bachillerato                                          |
| Cáceres                | Coribel Pérez                | 22   | Estudiante de Gestión administrativa                                |
| Cádiz                  | Asunción Martín Bullón       | 26   | Odontóloga                                                          |
| Canarias               | Raquel Iboleón               | 20   | Estudiante de Derecho                                               |
| Cantabria              | Katixa Elizegui              | 18   | Estudiante de Bachillerato                                          |
| Castellón              | Jessica Herman Ruiz          | 23   | Estudiante de Administración y Finanzas                             |
| Ciudad Real            | Clara María Sánchez Martínez | 23   | Estudiante de Administración y Dirección de empresas                |
| Córdoba                | Alba Ruiz                    | 20   | Estudiante de Magisterio y bailarina profesional.                   |
| Cuenca                 | Yohanna León Collado         | 25   | Graduada en derecho                                                 |
| Guipúzcoa              | Naiara Monroy                | 19   | Administrativa                                                      |
| Gerona                 | Judit Pérez                  |      |                                                                     |
| Granada                | Rocío Barea Calero           | 23   | Auxiliar de enfermería                                              |
| Guadalajara            | Nidia Cerrillo Peláez        | 24   | Maestra de educación infantil                                       |
| Huelva                 | Sara Huelva                  | 18   | Dependienta                                                         |
| Huesca                 | Cristina Calvo               | 25   | Periodista                                                          |
| Islas Baleares         | Maria Elisabeth Tulián Marín | 21   | Estudiante de arte dramático y Grado en teatro musical              |
| Jaén                   | Marina Ruiz                  | 23   | Estudiante de Turismo                                               |
| La Coruña              | Fátima Pérez                 | 22   | Licenciada en Dirección hotelera                                    |
| La Rioja               | Begoña Fernández             | 24   | Maestra de educación infantil                                       |
| Las Palmas             | Nereida Ramírez              | 20   | Estudiante de Turismo                                               |
| León                   | Irma Álvarez                 | 23   | Estudiante de enfermería y pianista profesional.                    |
| Lérida                 | Erika Dopico                 | 21   | Esteticista                                                         |
| Lugo                   | Carlota González             | 21   | Estudiante de RRPP/Publicidad                                       |
| Madrid                 | Paula Delgado                | 18   | Estudiante de Bachillerato                                          |
| Málaga                 | Jennifer Medalle             | 26   | Pedagoga y Bailarina profesional de danza. Estudiante de Psicología |
| Melilla                | Sheyla Gutiérrez             | 19   | Peluquería                                                          |
| Murcia                 | Cristina Tortosa             | 18   | Estudiante de economía.                                             |
| Navarra                | Nerea Egozkue                | 20   | Estudiante de Diseño de Modas                                       |
| Orense                 | Ana Valencia                 | 22   | Graduada en Comercio                                                |
| Palencia               | Paula Riba                   | 18   | Estudiante de Comercio                                              |
| Pontevedra             | Tamara Balsa                 | 20   | Estudiante de Magisterio infantil                                   |
| Salamanca              | Cristina Escudero            | 21   | Modelo                                                              |
| Segovia                | Xinia Escribano              | 23   | Publicista                                                          |
| Sevilla                | María Barcia                 | 18   | Estudiante de Bachillerato                                          |
| Soria                  | Alicia Rubio                 | 18   | Estudiante de Ciencias políticas                                    |
| Tarragona              | Verónica Martínez            |      | Graduada en Finanzas y contabilidad                                 |
| Santa Cruz de Tenerife | Gara Aguiar Wilhelmsson      | 19   | Modelo y Empleada Parque acuático                                   |
| Teruel                 | Judith Morales               | 21   | Auxiliar de Enfermería                                              |
| Toledo                 | Nahjara Ándujar              | 17   | Estudiante de Bachillerato                                          |
| Valencia               | Mercedes Riviera             | 23   | Graduada en Restauración                                            |
| Valladolid             | Ana Guijarro                 | 24   | Azafata/Comercial                                                   |
| Zamora                 | Erica Sánchez                | 24   | Maestra de música                                                   |
| Zaragoza               | Elena Andrés                 | 24   | Graduada en Historia del Arte                                       |

## Eventos y retos

### Belleza con Propósito
| Resultado Final | Candidata |
| --------------- | --- |
| Ganadora        | - Álava - Ane Nebreda                                                                                             |
| Finalistas      | - Vizcaya - Alba Díez - Canarias - Raquel Iboleón - Islas Baleares - María Elisa Tulián - Lugo - Carlota González |

### Multimedia
| Resultado Final | Candidata                                                                                                |
| --------------- | --- |
| Ganadora        | - Melilla - Sheyla Gutiérrez                                                                             |
| Finalistas      | - Lugo - Carlota González - Pontevedra - Tamara Balsa - Teruel - Judith Morales - Zamora - Erica Sánchez |

### Top Model
| Resultado Final | Candidata |
| --------------- | --- |
| Ganadora        | - Tenerife - Gara Aguiar Wilhelmsson                                                                              |
| Finalistas      | - Álava - Ane Nebreda - Canarias - Raquel Iboleón - Castellón - Jessica Herman Ruiz - Valencia - Mercedes Riviera |

### Deportes
| Resultado Final | Candidata |
| --------------- | --- |
| Ganadora        | - Islas Baleares - María Elisa Tulián                                                                               |
| Finalistas      | - Alicante - Bárbara Imfeld Elvira - Canarias - Raquel Iboleón - Granada - Rocío Barea Calero - León - Irma Álvarez |

### Talento
| Resultado Final | Candidata |
| --------------- | --- |
| Ganadora        | - Madrid - Paula Delgado |
| Finalistas      | - Cádiz - Asunción Martín Bullón - Islas Baleares - María Elisa Tulián - Málaga - Jennifer Medalle - Segovia - Xinia Escribano |

### Traje de baño
| Resultado Final | Candidata |
| --------------- | --- |
| Ganadora        | - Las Palmas - Nereida Ramírez                                                                                               |
| Finalistas      | - Islas Baleares - María Elisa Tulián - Barcelona - Carla Olivares - Málaga - Jennifer Medalle - Valencia - Mercedes Riviera |

### Traje regional
| Resultado Final | Candidata |
| --------------- | --- |
| Ganadora        | - Huelva - Sara Huelva                                                                                             |
| Finalistas      | - Cantabria - Katixa Elizegui - Salamanca - Cristina Escudero - Segovia - Xinia Escribano - Sevilla - María Barcia |

## Jurado calificador
- Fran Fajardo, periodista de Canarias7.
- Mireia Lalaguna, Miss Mundo España 2015 y Miss Mundo 2015.
- Susana de la Llave, Miss España Mundo 1988 y finalista de Miss Mundo 1988.

## Enlaces
- Sitio web oficial
- Miss Mundo España